# Rawi Hage
Rawi Hage (* 1964, Bejrút; Rāwī Ḥāj, راوي الحاج) je spisovatel a fotograf libanonsko-kanadského původu, nyní žijící v Kanadě.

## Život
Rawi Hage se narodil v Bejrútu v roce 1964 a prožil devět let libanonské občanské války. V osmnácti letech Libanon opustil a odjel do New Yorku, odkud se později přestěhoval do Kanady. V současné době žije v Montrealu, kde se zprvu živil jako taxikář a nyní pracuje jako spisovatel, fotograf a umělec. S romanopiskyní Madeleine Thien jsou uzákoněnými partnery.

## Kariéra
Hage publikoval novinářské články i fikci v několika kanadských a amerických magazínech a pro PEN America Journal. Jeho debutový román De Nirova hra (2006) vyhrál roku 2008 soutěž International Dublin Literary Award a byl v užší nominaci na Scotiabank Giller Prize (2006) a cenu Governor General's Award for English fiction (2006).
V komentáři ke svému výběru poznamenala porota z Dublin Literary Award ke knize, že „její originalita, její síla, její poetika, stejně jako její lidské vzezření všechny posouvají De Nirovu hru mezi dílo výrazného literárního talentu a dělají tak z Rawiho Hage skutečně zaslouženého vítěze." De Nirova hra byla taky odměněna dvěma quebeckými cenami, oceněním Hugha MacLennana za fikci a cenou McAuslan First Book Prize. V roce 2008 byla přeložena do arabštiny Ruhi Tu'mahem jako لعبة دي نيرو.
Jeho druhý román, Cockroach (2008) byl také v užším výběru na ceny Giller Prize, the Governor General's Award and the Rogers Writers' Trust Fiction Prize. Ve stejném roce autor s dílem vyhrál Hugh MacLennan Prize za fikci a v roce 2012 za knihy Cockroach a Karneval.
V srpnu roku 2013 byl jmenován veřejnou knihovnou ve Vancouveru devátým autorem v rezidenci.
Jeho román Beirut Hellfire Society (2018) byl v širším seznamu nominací na cenu Giller Prize a v užším výběru Rogers Writers' Trust Fiction Prize a the Governor General's Award pro anglicky psanou fikci.
V roce 2019 vyhrál Writers' Trust Engel/Findley Award od Writers' Trust of Canada.

## Dílo
- De Nirova hra (2006)
- Cockroach (2008)
- Karneval (2012)
- Beirut Hellfire Society (2018)

## Ocenění
- vítěz Hugh MacLennan Prize pro fikci (2006)
- vítěz McAuslan First Book Prize (2006)
- vítěz International Dublin Literary Award (2008)
- vítěz Quebec Booksellers' Prize (2008)
- vítěz Le Combat des livres (2009)